# 노로돔 수라마리트
노로돔 수라마리트(크메르어: នរោត្ដម សុរាម្រិតន, 1896년 3월 6일 ~ 1960년 4월 3일)는 캄보디아의 국왕이다. 노로돔 왕의 손자이자 노로돔 사하로트 왕자의 아들이다.
노로돔 왕의 손자이자 노로돔 사하로트 왕자의 아들로 프놈펜에서 태어났다. 어머니 노로돔 팡캄캔 역시 노로돔왕의 딸로, 그의 부모는 배다른 남매였다. 아버지 사하로트의 사촌 형제인 시소와스 모니봉 왕의 딸 시소와스 코사막과 결혼, 1941년 시소와스 모니봉은 사망할 때 사위이자 조카인 수라마리트 대신 그의 아들 노로돔 시아누크를 후계자로 내정했다. 그러나 1955년 노로돔 시아누크는 강제 퇴위당하고 그가 왕으로 추대되었다.

## 같이 보기
- 노로돔 시아누크
- 노르돔 시하모니
- 캄보디아의 역사